# Zuzana Kočová
Zuzana Kočová, rodným jménem Liběna Kočová (17. srpna 1922 Jičín – 12. června 1988 Praha) byla česká divadelní herečka, režisérka, dramatička a spisovatelka.

## Život
Liběna Kočová se narodila v Jičíně, ale dětství a mládí prožila v Praze. Chodila zde do obecné školy na Spořilově a studovala Akademické gymnázium. V roce 1940, před maturitou školu opustila a nastoupila na hereckou školu při divadle D 40. V tomto divadle hrála až do jeho uzavření v roce 1941. V letech 1941–1942 hrála v Horáckém divadle v Třebíči. V letech 1942–1945 působila v zájezdovém souboru Středočeské činohry Josefa Burdy. Zde hrála například se Zdeňkem Štěpánkem nebo Karlem Högrem.
Po popravě otce se koncem druhé světové války zapojila do odboje. V roce 1947 si nechala změnit křestní jméno na Zuzana. Po válce se vrátila do divadelního souboru E. F. Buriana, za kterého se v roce 1953 provdala. Synovi Janovi byl tehdy již jeden rok. S manželem vstoupili do Komunistické strany Československa. V divadle pracovala jako umělecká vedoucí, lektorka a herečka. Například pro divadlo D 40 připravila inscenaci Stendhalova románu Červený a černý. Pro divadlo E. F. Buriana psala současné divadelní hry, jednu pod pseudonymem Josef Liška, který byl jejím dědečkem.
V roce 1964 založila experimentální zájezdovou scénu Maringotka. Byla vůdčí osobností souboru (režisérka, autorka, herečka). Zvala například mladé písničkáře, poskytla prostor pro představení skupiny Radar atd. Scéna zanikla v roce 1973. Krátký čas pracovala jako úřednice. V letech 1974–1978 pracovala jako dramaturgyně Hlavní redakce literárně dramatického vysílání Československého rozhlasu.
V osmdesátých letech podnikla cesty na Island a do Skotska. Organizovala psychoterapeutická sezení, zabývala se psychodramatem a etnoterapií.
Zemřela v roce 1988 a je pohřbena s manželem na Vyšehradském hřbitově.

## Tvorba
Po svém návratu do divadla E. F. Buriana (D 40) upravovala prózy českých (Alois Jirásek) i světových autorů (např. Stendhal, Honoré de Balzac, Alexandr Ivanovič Gercen). V divadle Maringotka propojila svoji autorskou tvorbou s dramaturgickou a režisérskou prací. Vytvořila zde několik dramatizací a realizovala své původní hry, které navazovaly na tradici českého lidového divadla a divadelní principy a postupy E. F. Buriana. (například Bosorka).
Jako redaktorka pracovala v Burianově časopise Umělecký měsíčník. Psala příspěvky do Rudého práva, Květů, Kmene, Literárního měsíčníku a Tvorby. Pro československý rozhlas napsala hru Cestou (1975) a sedmidílný seriál Daleké koleje (1987). Pro rozhlas vytvořila dramatizace děl Honoré de Balzaka Otec Goriot 1, 2 (1974), Jacka Londona (Železná pata 1, 2 (1976, pod pseudonymen František Kuba) i dramatizaci díla E. F. Buriana Vítězové 1, 2 (1979). Patřila mezi autory rozhlasového seriálu Jak se máte, Vondrovi? (epizody Rozvod květinového inženýra, Poštovní schránka, „Dědek, bába, vnuk“, Podmínka a Tři dopisy).
Po smrti manžela v roce 1959 se věnovala psaní knih. Od dětství psala poezii i povídky. První vydaná kniha Pět sešitů ze začátku obsahovala vzpomínky na dětství a její divadelní počátky v Burianově divadle. Vycházela ze svých deníků, kterých napsala celkem sto dvacet. Ženy, které hledali nové možnosti realizace v soukromém i profesním životě, byly námětem próz Tychonova hvězda a Čtyři stěny. Ze svých cest po Velké Británii a na Islandu napsala cestopisy Chvála putování a Potíže putování. Z dobových dokumentů a úředních dokladů sestavila knihu seznamující čtenáře s osudy Burianova divadla od roku 1930 po padesátá léta 20. století – Kronika Armádního uměleckého divadla.
Větší část jejího literárního díla vlastní fond jičínské Knihovny Václava Čtvrtka. Z velké části již bylo digitalizováno. V roce 2021 vydalo nakladatelství Galén knihu Protančit život,  portrét osobnosti Zuzany Kočové. Byly použity její deníkové zápisky, dobové texty a ohlasy, které okomentoval její syn Jan Burian.

### Spisy
- Kronika armádního uměleckého divadla, Praha: Naše vojsko, 1955
- Pět kapitol o divadle, 1958
- Cestou
- Což napsat poctivou zpověď?
- Vzpomínky na E. F. Buriana
- Jak to dělal
- Experiment Maringotka, rukopis, vzpomínky
- Svět Zuzany Kočové
- Neuengammský vězeň č. 8898, Hlas revoluce, 26. 5. 1979
- Můj učitel E. F. Burian
- Drazí přátelé z divadel...
- Pět sešitů ze začátku, vzpomínky z dětství a začátků divadelní kariéry, Praha: Mladá fronta, 1975
- Tychonova hvězda, Praha: Československý spisovatel, 1977
- Krajní situace, Praha: Československý spisovatel, 1980
- Čtyři stěny, přepracování hry Niobé a její děti, Praha: Československý spisovatel, 1982
- Chvála putování, cestopis, Praha: Československý spisovatel, 1984
- Potíže putování, cestopis, Praha: Československý spisovatel, 1989

### Divadelní a rozhlasové hry
- Balada o bosorce, asi 1955
- Šipky k domovu, 1955, spoluautor Michal Štemr
- Mezi životem a hrou (1958, pod pseudonymem Josef Liška)
- Slečna z pošty (1959),
- Příběh o málo slovech (1966)
- Kirké a Balas: báje z doby neukončené, Praha: Dilia, 1970
- Niobé a její děti, Praha: Dilia, 1972

### Divadelní a rozhlasové adaptace
- Honoré de Balzac: Otec Goriot, Praha : Československé divadelní a literární jednatelství, asi 1950, zvukový záznam rozhlasové dramatizace vyšel v roce 2014 na CD[7]
- Honoré de Balzac: Farář z Toursu, dramatizace povídky, Praha : Československá divadelní a literární jednota, 1952
- Alois Jirásek: Psohlavci : hra o 4 dějstvích, 11 obrazech, Praha : Československé divadelní a literární jednatelství, 1954
- Honoré de Balzac: Soupeři : hra o třech dějstvích, před 1960
- Viktor Dyk: Krysař, zpracováno v roce 1964 v Československém rozhlasu jako rozhlasová dramatizace. Rozhlasová úprava Zuzana Kočová a Josef Henke. Dramatizace a hudba Emil František Burian. Dramaturg Josef Hlavnička. Režie Josef Henke. Osoby a obsazení: Krysař (Luděk Munzar), Agnes (Gabriela Vránová), Sepp Jörgen (Soběslav Sejk), matka (Marie Vášová), Kristián (Petr Haničinec), Lora (Viola Zinková), Kätchen (Karolina Slunéčková), konšel Frosch (František Hanus), konšel Štrumm (Vladimír Leraus), hlas žebráka (Viktor Očásek), ženský hlas (Antonie Hegerlíková), mužský hlas (Miroslav Doležal) a hlášení (Hana Brothánková).
- Karel Hynek Mácha: Cikáni, Praha : Dilia, 1970
- Miguel de Cervantes: Zázračné divadlo : komedie z Meziher, překlad: Ivana Vedlejchová, sestavily Ivana Vedlejchová a Zuzana Kočová, Praha : Dilia, 1970
- Alexandr Grin: Jessie a její sestra, na základě překladu Zdeňky Psůtkové zdramatizovala Zuzana Kočová, Praha : Dilia, 1971
- Alexandr Ivanovič Gercen: Kdo je vinen?, překlad Jaroslav Piskáček, premiéra 1959, tiskem Praha : Dilia, 1971
- Jack London: Železná pata, 1976, pod pseudonymem František Kuba
- E. F. Burian: Vítězové, 1979